# Частинка Бога (книга)
Частинка Бога: Якщо Всесвіт є відповіддю, то що є запитанням? (англ. The God Particle: If the Universe Is the Answer, What Is the Question?) — науково-популярна книга 1993 року лауреата Нобелівської премії фізика Леона Ледермана та наукового письменника Діка Терезі. Книга містить коротку історію фізики елементарних частинок, включаючи Демокріта, Ісаака Ньютона, Роджера Бошковича, Майкла Фарадея, Ернеста Резерфорда та квантову фізику XX століття.

## Назва
У книзі Ледерман пояснює, чому він дав бозону Хіггса прізвисько «частинка Бога»:
|  | Цей бозон є настільки центральним у сучасній фізиці, настільки вирішальним для нашого остаточного розуміння структури матерії, але настільки невловимим, що я дав йому прізвисько: Частинка Бога. Чому частинка Бога? Дві причини. По-перше, видавець не дозволив нам називати його «Проклята Богом частинка», хоча це може бути доречнішою назвою, враховуючи його лиходійську природу та витрати, які він спричиняє. І по-друге, є певний зв’язок з іншою книгою, набагато давнішою... |

## Історичний контекст
Директор лабораторії Фермілаб, а згодом лауреат Нобелівської премії з фізики Леон Ледерман був одним з ініціаторів — проєкту Надпровідного суперколайдера, який було схвалено приблизно в 1983 році. Ледерман написав свою науково-популярну книгу 1993 року, маючи на меті привернути увагу до важливості цього проєкту. Проєкт був остаточно закритий того ж року, попри вже витрачені на нього 2 мільярдів доларів. Безпосередніми причинами закриття були зростання бюджетного дефіциту США, зростання прогнозованих витрат на проєкт і припинення холодної війни, що зменшило політичний тиск у США за реалізацію гучних наукових проєктів.

## Список розділів

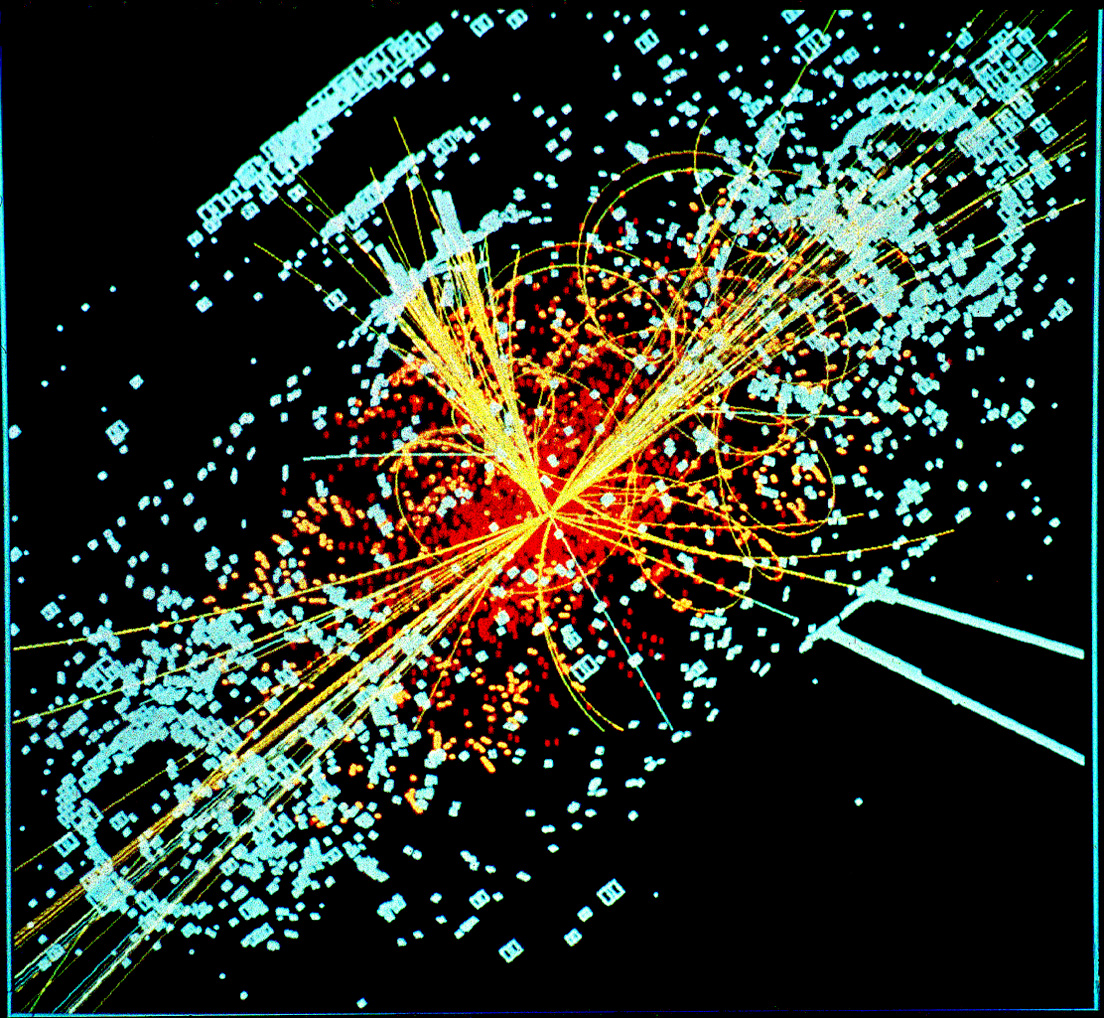
Змодельована подія на Великому адронному колайдері. Це моделювання зображує розпад бозона Хіггса після зіткнення двох протонів в експерименті CMS

- Розділ 1: Невидимий футбольний м'яч: у цьому розділі використовується метафора футбольної гри з невидимим м'ячем, щоб зобразити процес, за допомогою якого виводять існування частинок[11]. Також у цьому розділі Ледерман коротко розповідає про те, що привело його до фізики елементарних частинок[12].
- Розділ 2: Перший фізик елементарних частинок: у вигаданому сні Ледерман зустрічає давньогрецького філософа Демокріта, одного з перших атомістів, і веде з ним розмову (сократівський діалог)[13].
- Розділ 3: У пошуках атома: Механіка: у цьому розділі йдеться про Галілея, Тихо Браге, Йоганна Кеплера та Ісаака Ньютона[14].
- Розділ 4: Усе ще в пошуках атома: хіміки та електрики: у цьому розділі розповідається про фізиків XVIII століття, включаючи Томсона, Дальтона та Менделєєва[15].
- Розділ 5: Оголений атом: цей розділ малює картину переходу від класичної фізики до народження та розвитку квантової механіки[16].
- Розділ 6: Прискорювачі: вони розбивають атоми, чи не так? Охоплює розробку прискорювачів частинок[17].
- Розділ 7: А-том! У книзі слово «А-том» використовується для позначення фундаментальної, нерозрізаної частинки Демокріта. У цьому розділі розповідається про відкриття фундаментальних частинок Стандартної моделі[18].
- Розділ 8: Нарешті частинка Бога: охоплює спонтанне порушення симетрії та бозон Хіггса[19].
- Розділ 9: Внутрішній простір, космічний простір і час до появи часу: розглядається астрофізика та описуються докази Великого вибуху[20].

## Продовження
У 2013 році, після відкриття бозона Хіггса, Ледерман у співавторстві з фізиком-теоретиком Крістофером Гіллом написав продовження книги під назвою «Після частинки Бога» (англ. Beyond the God Particle), яке розповідає про майбутнє фізики елементарних частинок в еру після бозона Хіггса. Ця книга є частиною трилогії з супутніми книгами «Симетрія та прекрасний Всесвіт» (англ. Symmetry and the Beautiful Universe) і «Квантова фізика для поетів» (англ. Quantum Physics for Poets).